# ريوتارو هيروناجي
ريوتارو هيروناجي (باليابانية: 廣永 遼太郎) (9 يناير 1990 في نيشي طوكيو في اليابان – )؛ هو لاعب كرة قدم ياباني سابق كان يلعب كحارس مرمى.

## وصلات خارجية
- ريوتارو هيروناجي على موقع الاتحاد الدولي (مؤرشف)  (الإنجليزية)
- ريوتارو هيروناجي على موقع رابطة كرة القدم اليابانية للمحترفين (اليابانية)
- ريوتارو هيروناجي على موقع قاعدة بيانات كرة القدم.إي يو (الإنجليزية)
- ريوتارو هيروناجي على موقع Soccerway.com (الإنجليزية)
- ريوتارو هيروناجي على موقع عالم كرة القدم.نت (الإنجليزية)
- ريوتارو هيروناجي على موقع كووورة